# Micul vagabond
Micul vagabond (în engleză The Little Tramp) sau Vagabondul (în engleză The  Tramp) sau Charlot a fost cel mai memorabil personaj de pe marele ecran al actorului britanic Charlie Chaplin și o emblemă a cinematografiei mondiale în epoca filmului mut. Micul vagabond este, de asemenea, titlul unui film mut cu Chaplin, pe care Chaplin l-a scris și regizat în 1915.
Micul vagabond, așa cum a fost interpretat de Chaplin, este un personaj copilăros, confuz, dar în general bun la suflet, un vagabond care se străduiește să se comporte cu manierele și demnitatea unui domn, în ciuda statutului său social real. Cu toate acestea, în timp ce este gata să accepte orice loc de muncă găsește, el își folosește și viclenia pentru a obține ceea ce are nevoie pentru a supraviețui și pentru a scăpa de autorități, care nu tolerează bufoneriile sale. Cu toate acestea, filmele lui Chaplin nu l-au reprezentat întotdeauna ca pe un vagabond. Personajul ("The little fellow," așa cum l-a numit Chaplin) este rareori denumit pe ecran, deși uneori era identificat ca "Charlie" și rar, ca în versiunea mută originală a filmului Goana după aur, "The little funny tramp".
A apărut prima dată în filmul Kid Auto Races at Venice (1914, Keystone Studios) și ultima dată în 1936 în filmul Timpuri noi.